# Nächte in Shanghai
Nächte in Shanghai ist eine Revue-Operette in drei Akten mit der Musik von Friedrich Schröder. Das Libretto stammt von Leo Lenz, die Gesangstexte von Günther Schwenn. Die Uraufführung fand am 12. Februar 1947 im Berliner Metropoltheater (Behrenstraße) statt. Nach seinem anfänglichen Erfolg mit Hochzeitsnacht im Paradies verankerte Schröder mit diesem Stück sein Ansehen als Schlager- und Operettenkomponist.

## Handlung

### 1. Akt
Ort: Ein Luxushotel in Shanghai
Die amerikanische Revue-Theater-Sensation „Blume der Südsee“ hüllt ihren wahren Namen und ihre Herkunft in Geheimnisse. Als neugierige Reporter Fragen stellen, gibt sie sich als Miss Anonym aus. Sie und ihre Ballettgruppe sind in einem luxuriösen Hotel in Shanghai untergebracht. Einer ihrer Bewunderer ist der wohlhabende Chinese Mr. Tschang. Er hat Pläne mit dem Revuestar und schickt seinen Sekretär Nankipuh vor, um den Boden für seine finsteren Absichten zu bereiten. Nankipuh versucht, Dolla und Poldi aus der Künstlergruppe durch Schmeicheleien und Bestechung auf die Seite seines Chefs zu ziehen.
Bill Harris, der Kapitän eines Luxus-Kreuzfahrtschiffs, prahlt damit, einst mit Miss Anonym verheiratet gewesen zu sein. Die Tänzerin streitet diese Behauptung energisch ab. Sie mag die Hotelgäste täuschen können, aber das aufmerksame Theaterpublikum nicht. In der Zuschauermenge bedauert man, dass Harris nun betrunken ist, weil seine Ex-Frau ihn verleugnet. Poldi legt tröstend seinen Arm um ihn.
Mr. Tschang hat einen Plan geschmiedet und lädt scheinheilig die gesamte Künstlergruppe zu einer Abschiedsfeier auf seiner luxuriösen Dschunke ein.

### 2. Akt
Ort: Fest bei Herrn Tschang
Die Barkeeperin Ah'Wang hat Nachforschungen angestellt und entdeckt, dass die geheimnisvolle Unbekannte eigentlich Lilian heißt und sich von ihrem Ehemann getrennt hat. Sie ist die Nichte von Präsident Ferrant und möchte Aufmerksamkeit vermeiden.
Herr Tschang macht Lilian einen Heiratsantrag, den sie ablehnt. Sie braucht sein Geld nicht, da sie selbst genug hat und unter ihren vielen Verehrern frei wählen will.
Ein Frau-zu-Frau-Gespräch mit Dolly bringt die Wahrheit ans Licht. Lilian war tatsächlich mit Kapitän Harris verheiratet, verließ ihn aber, weil sie sein Genie nicht mehr ertragen konnte. Dolly rät ihr, mit ihm zu reden und verrät, wo sie ihn finden kann. In einer Diskussion stellen sie fest, dass ihre Unterschiede überwunden werden können und versöhnen sich zur Freude des Publikums.
Der gerissene Tschang hofft, Lilian durch seinen vermeintlich unermesslichen Reichtum doch noch zu gewinnen und versucht erneut, sich ihr zu nähern, scheitert aber.

### 3. Akt
Ort: Yacht im Pier
Poldi entdeckt, dass Herr Tschang ein Betrüger ist, in Geldnöten steckt und es auf das Vermögen von Lilians Vater abgesehen hat. Er plant, sie zu entführen und Lösegeld zu fordern. Die Schiffsmotoren sind sabotiert worden und es ist unsicher, ob der Luxuskreuzer um Mitternacht planmäßig nach Tahiti auslaufen kann.
Aber Kapitän Harris erweist sich als Held. Er hat beim ersten Treffen in Tschangs Miene einen seit langem gesuchten Piraten erkannt. Es ist ein Leichtes, die chinesischen Behörden zu benachrichtigen. Unter dem Decknamen Mister „Anonym“ überwältigt eine als Matrosen getarnte Polizeieinheit den Verbrecher. Das Publikum ist zufrieden, dass die Polizei die Situation schnell unter Kontrolle hat.
Lilian und Bill haben sich versöhnt und steuern nun gemeinsam Tahiti an. Nach den turbulenten „Nächten in Shanghai“ erwarten sie entspannte Tage in der Südsee.

## Gestaltung

### Musiknummern
- Was Liebe ist, kann man nicht sagen
- Ich bin genau so schlau wie du
- Du und ich
- Tahiti
- Träume kann man nicht verbieten
- Die Welt ist immer wieder schön
- Nächte in Shanghai

### Instrumentation
Die Orchesterbesetzung der Oper enthält die folgenden Instrumente:
- Flöte I, Flöte II (optional)
- Oboe I, Oboe II (optional)
- Klarinette I, Klarinette II, Klarinette III (optional)
- Fagott I, Fagott II (optional)
- Horn I, Horn II (optional), Horn III (optional)
- Trompete I, Trompete II, Trompete III (optional)
- Posaune I, Posaune II (optional), Posaune III (optional)
- Schlagzeug
- Harfe
- Gitarre (optional)
- Klavier
- Violine I, Violine II
- Bratsche
- Violoncello
- Kontrabass